# Siri Andersson-Palmestav
Siri Andersson-Palmestav, dawniej Sigrid Regina Andersson (ur. 17 grudnia 1903 w Gävle, zm. 6 marca 2002 ) – szwedzka pisarka i misjonarka, autorka kilkunastu książek  . Część jej prac była tłumaczona na języki skandynawskie oraz niemiecki. Pracę misyjną prowadziła w Estonii, Polsce i Niemczech.

## Życie oraz działalność
Urodziła się w Gävle. Studiowała w baptystycznym seminarium „Betel” (Betelseminariet) w Sztokholmie, a następnie w zielonoświątkowej szkole misyjnej w Örebro . Podczas II wojny światowej prowadziła działalność charytatywną w Estonii z ramienia Szwedzkiego Czerwonego Krzyża. Od kwietnia 1947 do lipca 1948 pracowała w Polsce, w Hajnówce, gdzie odwiedzała okoliczne miejscowości i rozdawała ubogim odzież sprowadzaną ze Szwecji. Ponadto była ona misjonarką zielonoświątkowego zboru „Filadelfia” ze Sztokholmu i wspierała swoją działalnością zbór zielonoświątkowy w Hajnówce, usługując jako kaznodziejka. Z Polski udała się do Hamburga. Po rozpadzie ZSRR ponownie przybyła do Estonii.
Po jej przyjeździe do Hajnówki WUBP w Białymstoku założył sprawę agenturalnego rozpracowania o kryptonimie „Opieka”. Podejrzanymi były wszystkie osoby współpracujące ze szwedzką misją. We wrześniu 1948 roku sprawę przejął Wydział V Departamentu V MBP. Sprawa została zakończona aresztowaniem czołowych działaczy KChWE w województwie białostockim we wrześniu 1950 roku.
16 sierpnia 1957 roku wyszła za Jakuba Sielużyckiego (1896–1981), który po wyjeździe do Szwecji zmienił nazwisko na Palmestav .
Jest autorką szesnastu książek. Pierwsze jej książki opowiadają o Estonii. Publikacje powstałe w późniejszym okresie przedstawiają prześladowania religijne i męczenników za wiarę w ZSRR (np. Sovjetflickan z 1965). Po śmierci męża opisała jego życie w książce Han flydde ur sovjet för sin tros skull, koncentrując się na jego aresztowaniach, uwięzieniach i rozmaitych formach prześladowań ze strony władz komunistycznych.

## Książki
- Estland – en port till Ryssland (1942)
- Fronter som kalla (1945)
- Bildsnidarens son Skildring från Estland (1946)
- Människor i ruiner (1949)
- Hoppet som aldrig dog (1958)
- Vandringsstaven (1961)
- De kämpade för friheten (1963)
- Solen gick upp till sist (1964)
- I hamn efter stormig seglats (1965)
- Sovjetflickan (1965)
- Natten kom för tidigt (1967)
- Guds barn och barnbarn (1967)
- Den flyende nunnan (1971)
- De följde ett kors (1975)
- Han flydde ur Sovjet för sin tros skull (1982)
- De fick hjälp (1986)